# Mano a Mano (seriado)
Mano a Mano foi um seriado produzido e exibido pela RedeTV! de 3 de abril a 19 de junho de 2005, contou ao todo com 12 episódios, exibidos aos domingos. Foi um projeto da produtora americana Picante Pictures, que queria produzir sitcoms - comédia de situações - que refletissem a realidade brasileira.
Os doze episódios da primeira temporada de Mano a Mano foram dirigidos por Vicente Barcellos e João Camargo. Os roteiristas foram: Ana Paul, Fábio Danesi Rossi, Gustavo Melo, Luciana Bezerra, Macarrão (Alexandre Magalhães), Ricardo Kelmer e Ricardo Tiezzi. Participaram também os roteiristas: Claudio Yosida, Nixxon Alves e Silva, Rinaldo Teixeira, Ricardo Barretto e Nina Crintzs.

## Sinopse
Marcos Felipe Branco de Barros III é um milionário mimado que nunca trabalhou na vida, vivendo de dar festas e esbanjar. Após a morte do pai, ele descobre que as empresas da família estavam falidas e os bens foram embargados, sendo despejado sem nenhum centavo. Ao descobrir que tem um meio-irmão, Robinho, fruto de um antigo caso do pai, ele vai morar com ele na favela e precisa aprender a conviver com as diferenças e uma nova realidade que nunca imaginou.

## Elenco
| Ator/Atriz       | Personagem                          |
| ---------------- | ----------------------------------- |
| Rafael Maia      | Marcos Felipe Branco de Barros III  |
| Sílvio Guindane  | Robson da Silva de Barros (Robinho) |
| Juliana Alves    | Rosimeire Pereira (Rosy)            |
| Leandro Firmino  | Jonas                               |
| Kenya Costta     | Rita da Silva                       |
| Marcelo Sandryni | Lucyeness                           |
| Henrique César   | Bóris                               |
| Ana Karine       | Carmen                              |

## Episódios
1. E aí mermão?
2. Bingo-Bola
3. Gata Funk 100 "Caô"
4. Bebê na Área
5. Fome de Amor
6. O Clone
7. É rap, "rapá"
8. Sobre ontem à Noite
9. Paixão Gringa
10. Desabrigados
11. Diploma
12. Rosa-Choque